# CJ그룹
CJ그룹(한국어: 씨제이그룹, 영어: CJ Group)은 대한민국의 대규모 기업집단이다. 그룹의 모태는 1953년 창업주 호암 이병철 전 삼성 회장이 설립한 제일제당공업주식회사이며, 1996년 삼성그룹과 계열 분리되어 제일제당그룹으로 독립 출범하였다. 이후 2002년 사명을 CJ로 변경하였으며, 본사는 서울특별시 중구 소월로2길 12에 위치하고 있다.

## 현황
CJ그룹은 지주회사인 CJ(주)를 중심으로 식품 & 식품서비스, 생명공학, 물류 & 신유통, 엔터테인먼트 & 미디어 등 4개 사업 부문으로 구성되어 있다. CJ(주)는 순수 지주회사로서 계열사 주식을 보유하며, 주요 계열사로는 CJ제일제당, CJ대한통운, CJ ENM, CJ프레시웨이, CJ올리브영, 스튜디오드래곤 등이 있다.

## 역사
CJ그룹의 모태는 1953년 설립된 제일제당공업주식회사로, 한국 최초의 현대식 생산 공장으로 출발하였다. ‘CJ’는 제일제당(Cheil Jedang)의 영문 약자에서 유래되었다. 1993년 삼성그룹에서 분리되어 독자 경영을 시작했으며, 1996년 ‘제일제당그룹’으로 출범하면서 ‘세계적인 생활문화기업’을 표방했다. 출범 당시에는 제일제당, 제일제당건설, 제일C&C, 제일냉동식품, 제일선물 등 국내 계열사들과 함께 미국·홍콩·인도네시아 등의 해외 법인, 드림웍스 SKG, 제일-골든하베스트, 제이콤 등 영상 관련 합작법인을 운영하고 있었다. 당시 매출액(총 1조5000억 원) 비중은 식품류가 80%, 의약품 10%, 생활용품 6% 순이었다.
그룹 출범 이후 CJ는 문화콘텐츠 사업을 확대하며 1996년 극장영상 사업, 1997년 미디어 사업에 진출하였고, 1998년에는 국내 최초 멀티플렉스 영화관인 CGV를 개관했다. 식품 분야에서는 1996년 한국 최초 무균 즉석밥 햇반을 출시하고, 1997년에는 패밀리레스토랑 빕스와 베이커리 프랜차이즈 뚜레쥬르를 론칭하였다. 1998년에는 물류 계열사인 CJ GLS를 설립해 관련 사업에 진출했고, 1999년에는 올리브영 1호점(신사점)을 열며 국내 최초로 드럭스토어 모델을 도입하였다.
2002년 제일제당그룹에서 사명을 CJ그룹으로 변경하였으며, 같은 해 이재현 당시 부회장이 그룹 회장직에 취임하였다. 2003년에는 서울 중구 필동에 임직원 교육 및 역량 개발을 위한 CJ인재원을 설립하였고, 2005년과 2006년에는 각각 아동·청소년 지원을 위한 CJ나눔재단과 문화예술 창작자 지원을 위한 CJ문화재단을 설립해 운영하고 있다.
2004년 뚜레쥬르는 미국 로스앤젤레스에 매장을 열며 국내 베이커리 브랜드로서는 처음으로 해외에 진출하였다. 2005년에는 미국에 베이커리 생지공장을 설립하고 미국 현지 식품 기업인 ‘애니 천’을 인수하였으며, 2006년부터는 CGV가 중국 상하이에 진출해 현지 극장 운영을 시작하였다. 2007년 9월 지주회사 체제 전환으로 CJ주식회사는 사업회사(CJ제일제당)와 경영회사(CJ주식회사)로 분리하게 되었다. 2009년에는 세계 최초 실감형 상영관 ‘4DX’를 개관했고, 2010년에는 음악 시상식 ‘MAMA(Mnet Asian Music Awards)’를 아시아 지역에서 개최하기 시작했다. 같은 해 한식 전문 브랜드 ‘비비고’도 출시되었다.
2011년 3월에는 CJ엔터테인먼트·CJ미디어·온미디어·엠넷미디어·CJ인터넷·오미디어홀딩스 등 6개 콘텐츠 관련 계열사를 CJ E&M으로 인수 합병하였으며, 2012년 금호아시아나그룹으로부터 대한통운을 인수하여 기존에 가지고 있던 CJ GLS와 통합시켜 지금의 CJ대한통운이 되었다.
2017년 이재현 회장이 경영 일선에 복귀한 이후, CJ그룹은 글로벌 사업 확장을 중심으로 사업 구조 조정을 단행하였다. 같은 해 11월, CJ제일제당은 기존 4개였던 사업부문(바이오, 생물자원, 식품, 소재)을 바이오와 식품 부문으로 통합하였으며, 식물성 고단백 소재인 농축대두단백을 생산하는 브라질 셀렉타를 인수하였다. 2018년에는 CJ헬스케어를 한국콜마에 매각하였고, CJ대한통은 CJ건설을, CJ오쇼핑은 CJ E&M을 각각 흡수합병하였다. 같은 해 6월 CJ대한통운은 미국 물류기업 DSC로지스틱스를 인수하였다. 2019년에는 CJ제일제당이 미국 냉동식품기업 슈완스를 인수하였고, CJ헬로비전은 LG유플러스에 매각되었다. 이후 2021년에는 CJ제일제당이 국내 바이오기업 천랩과 네덜란드 바이오 위탁개발생산 기업(CDMO)인 바타비아 바이오사이언스를 인수하였으며, 같은 해 11월 CJ ENM은 미국 영화 ‘라라랜드’ 제작사인 ‘엔데버콘텐트’(2022년 ‘피프스시즌’ 사명 변경)를 인수하였다.

## 사업 부문

### 식품 & 식품서비스
CJ제일제당 식품사업 부문은 설탕, 밀가루, 식용유, 조미료, 장류, 육가공식품, 신선식품, 쌀가공식품, 냉동식품, HMR, 건강식품 등을 생산·판매하는 식품 사업을 영위하고 있다. (주요 브랜드로 비비고, 햇반, 스팸, 플랜테이블 등이 있다.) CJ푸드빌은 외식 및 베이커리 사업을 영위하고 있다. (주요 브랜드로 빕스, 뚜레쥬르 등이 있다.) CJ프레시웨이는 농수축산물 및 가공상품을 공급하는 식자재유통사업, 오피스, 산업체, 병원 등 다양한 고객대상의 단체급식 푸드서비스사업, 소스 및 드레싱, 엑기스 등의 제조와 농산물 전처리, 부동산 임대 등의 기타 사업을 하고 있다. CJ씨푸드는 어묵, 김, 생선구이, 유부 등의 수산가공식품 사업을 영위하고 있다.

### 생명공학
CJ제일제당 바이오사업 부문은 아미노산 등의 생산·판매 사업을 하는 BIO사업을, CJ Feed & Care는 사료·축산 사업을 영위하고 있다. BIO 사업은 동물영양(Animal Nutrition)과 Taste & Nutrition 사업 등을 하고 있다. CJ바이오사이언스는 AI 기반 마이크로바이옴 치료제 신약개발과 마이크로바이옴 생명정보 분석서비스 및 맞춤형 헬스케어 사업을 주요 사업으로 영위하고 있다.

### 물류 & 신유통
CJ대한통운은 CL사업, 택배사업, 글로벌사업, 건설사업을 영위하고 있다. 글로벌 사업은 포워딩 사업(해상·항공 포워딩, 국제특송) 등으로 구성됐다. CJ올리브네트웍스는 IT시스템 구축 및 프로그램 개발(SI), 시스템 운영 및 유지관리 등의 사업을 하고 있다. CJ올리브영은 건강 및 미용 관련 상품의 판매 등을 목적으로 하고 있다. CJ ENM 커머스 부문은 TV, 온라인/모바일, 오프라인 매장 등을 통해 국내외 협력사 상품을 위탁 또는 직매입 판매하거나, 기획 상품(PB, LB)을 취급하고 있다.

### 엔터테인먼트 & 미디어
CJ ENM 엔터테인먼트 부문은 방송채널, 광고, 티빙 사업 등을 포함한 미디어플랫폼 사업, 콘텐츠 제작·판매를 비롯해 영화사업과 IP 부가사업 등으로 구성된 영화드라마 사업, 음반·음원 제작 및 콘서트, 엠넷 채널 관련 사업이 포함된 음악 사업을 영위하고 있다. 스튜디오드래곤은 드라마 콘텐츠를 기획 제작하여 방송국과 미디어 플랫폼, 해외시장에 공급하고 관련 부가사업을 영위하는 방송영상물제작사업을 주사업으로 하고 있다. TVING은 국내 OTT 사업자로서 온라인 플랫폼 기반의 디지털 콘텐츠 제공 및 구독사업을 영위하고 있다. CJ CGV는 멀티플렉스 운영 사업과 기술특별관 및 콘텐츠 플랫폼 사업을 하고 있다.

## 기타 사항

#### 대기업 최초 '님' 호칭 제도
CJ는 2000년부터 직급 대신 이름 뒤에 ‘~님’을 붙이는 호칭 제도를 도입하였다. 이는 국내 대기업 가운데 가장 이른 사례로 알려져 있으며, 공식 석상에서도 임직원 전원이 이를 적용한다. 이후 아모레퍼시픽(2002년), 네이버(2014년), 삼성(2017년), SK텔레콤(2018년), LG유플러스(2018년) 등도 유사한 호칭 문화를 도입하였다.

#### KCON
CJ ENM은 2012년부터 K컬처 페스티벌 ‘KCON’을 개최하고 있다. 이 행사는 매년 10만 명 이상이 참가하며, 누적 관객 수는 210만 명을 돌파한 것으로 집계되었다. 현재는 북미, 일본, 유럽 등 다양한 지역에서 열리고 있다.